# Lista de vereadores de Queimados
Esta é a lista de vereadores de Queimados, município brasileiro do estado do Rio de Janeiro.
A Câmara Municipal de Queimados é formada por dezessete representantes.

## 8ª Legislatura (2021–2024)
Estes são os vereadores eleitos nas eleições de 15 de novembro de 2020, pelo período de 1° de janeiro de 2021 a 31 de dezembro de 2024:
| Mesa Diretora (2021-2022)        |                       |                        |                           |
| Nome                             | Início do mandato     | Fim do mandato         | Cargo                     |
| Nilton Moreira Cavalcante (PSDB) | 1º de janeiro de 2021 | 31 de dezembro de 2022 | Presidente da Câmara      |
| Antônio Chrispe de Oliveira (PP) | 1º de janeiro de 2021 | 31 de dezembro de 2022 | Vice-presidente da Câmara |
| Ana Lúcia Alves Benedito (Rep.)  | 1º de janeiro de 2021 | 31 de dezembro de 2022 | Secretária                |

|    | Nome                                                                                  | Partido                                        | Votos | %    | Observações |
| -- | ------------------------------------------------------------------------------------- | ---------------------------------------------- | ----- | ---- | ----------- |
| 1  | Prof. Nilton Moreira Cavalcante (2021-2022) (Nova Iguaçu, 25.09.1958–)                | Partido da Social Democracia Brasileira (PSDB) | 1.580 | 2,30 | 2º mandato  |
| 2  | João Pedro de Souza Lemos (Paracambi, 05.08.1996–)                                    | Partido da Social Democracia Brasileira (PSDB) | 1.408 | 2,05 | 1º mandato  |
| 3  | Antonio Chrispe de Oliveira, Tuninho Vira Virou (Nova Iguaçu, 08.03.1958–)            | Progressistas (PP)                             | 1.388 | 2,02 | 2º mandato  |
| 4  | Thomas Jefferson Alves, Thomas da Padaria (Queimados, 17.05.1993–)                    | Partido Trabalhista Cristão (PTC)              | 1.124 | 1,64 | 1º mandato  |
| 5  | Paulo César Pires de Andrade, Paulinho Tudo a Ver (Rio de Janeiro, 02.09.1964–)       | Podemos (PODE)                                 | 1.060 | 1,54 | 2º mandato  |
| 6  | Wilson Espiridião Pimenta Sampaio, Wilsinho de Três Fontes (Nova Iguaçu, 10.10.1986–) | Partido da Social Democracia Brasileira (PSDB) | 985   | 1,44 | 2º mandato  |
| 7  | Antonio Almeida Silva (Belo Horizonte, 06.03.1963–)                                   | Partido Social Cristão (PSC)                   | 982   | 1,43 | 2º mandato  |
| 8  | Ana Lúcia Alves Benedito, Ana Luz (Rio de Janeiro, 21.11.1967–)                       | REPUBLICANOS                                   | 844   | 1,23 | 1º mandato  |
| 9  | Rafael Rosemberg Coelho da Silva, Rafael Foquinha (Queimados, 29.10.1980–)            | Partido Trabalhista Brasileiro (PTB)           | 817   | 1,19 | 1º mandato  |
| 10 | Júlio César Almeida Coimbra, Júlio Boi (Rio de Janeiro, 26.08.1980–)                  | Partido Social Cristão (PSC)                   | 776   | 1,13 | 1º mandato  |
| 11 | Jefferson Dias da Silva (Rio de Janeiro, 07.04.1975–)                                 | Partido Democrático Trabalhista (PDT)          | 773   | 1,13 | 1º mandato  |
| 12 | Paulo Salvador de Souza Bastos, Paulo Barata (Rio de Janeiro, 11.06.1961–)            | Partido Social Democrático (PSD)               | 666   | 0,97 | 1º mandato  |
| 13 | Lúcio Mauro Lima de Castro (Rio de Janeiro, 10.07.1978–)                              | Partido Social Liberal (PSL)                   | 605   | 0,88 | 1º mandato  |
| 14 | Carlos Rogério Costa dos Santos, Rogério do Salão Filho (Rio de Janeiro, 03.05.1993–) | CIDADANIA                                      | 575   | 0,84 | 1º mandato  |
| 15 | Elerson Leandro Alves (Nova Iguaçu, 17.04.1974–)                                      | Partido Social Democrático (PSD)               | 525   | 0,76 | 2º mandato  |
| 16 | Eliezer Moreira das Chagas (Rio de Janeiro, 25.02.1982–)                              | Solidariedade (SD)                             | 510   | 0,74 | 1º mandato  |
| 17 | Cintia Batista de Oliveira Mendonça (Belford Roxo, 23.06.1981–)                       | AVANTE                                         | 486   | 0,71 | 1º mandato  |

## 7ª Legislatura (2017–2020)
Estes são os vereadores eleitos nas eleições de 2 de outubro de 2016, pelo período de 1° de janeiro de 2017 a 31 de dezembro de 2020:
|    | Nome                                                                                  | Partido                                            | Votos | %    | Observações |
| -- | ------------------------------------------------------------------------------------- | -------------------------------------------------- | ----- | ---- | ----------- |
| 1  | Prof. Nilton Moreira Cavalcante (Nova Iguaçu, 25.09.1958–)                            | Partido do Movimento Democrático Brasileiro (PMDB) | 2.789 | 3,33 | 1º mandato  |
| 2  | Antonio Chrispe de Oliveira, Tuninho do Vira Virou (Nova Iguaçu, 08.03.1958–)         | Partido Progressista (PP)                          | 1.850 | 2,21 | 1º mandato  |
| 3  | Wilson Espiridião Pimenta Sampaio, Wilsinho de Três Fontes (Nova Iguaçu, 10.10.1986–) | Partido do Movimento Democrático Brasileiro (PMDB) | 1.732 | 2,07 | 1º mandato  |
| 4  | Alexander Riboura Dornellas (Nova Iguaçu, 14.07.1973–)                                | Partido Verde (PV)                                 | 1.687 | 2,01 | 1º mandato  |
| 5  | Elerson Leandro Alves (Nova Iguaçu, 17.04.1974–)                                      | Partido Popular Socialista (PPS)                   | 1.599 | 1,91 | 1º mandato  |
| 6  | Dra. Fátima Cristina Dias Sanches (Nova Iguaçu, 15.07.1969–)                          | Partido do Movimento Democrático Brasileiro (PMDB) | 1.596 | 1,91 | 1º mandato  |
| 7  | Davi Brasil Caetano (Rio de Janeiro, 27.04.1967–)                                     | Partido Trabalhista do Brasil (PTdoB)              | 1.560 | 1,86 | 1º mandato  |
| 8  | Milton Campos Antonio (2017-2020) (Nova Iguaçu, 04.03.1952–)                          | Partido do Movimento Democrático Brasileiro (PMDB) | 1.555 | 1,86 | 1º mandato  |
| 9  | Maurício Baptista Ferreira, do Vila (Nova Iguaçu, 23.02.1972–)                        | Partido Progressista (PP)                          | 1.541 | 1,84 | 1º mandato  |
| 10 | José Carlos Leal Nogueira, Cacau (Nova Iguaçu, 28.01.1963–)                           | Partido do Movimento Democrático Brasileiro (PMDB) | 1.537 | 1,84 | 1º mandato  |
| 11 | Adriano Morie (Nova Iguaçu, 24.06.1970–)                                              | Partido Republicano Progressista (PRP)             | 1.512 | 1,81 | 1º mandato  |
| 12 | Paulo César Pires de Andrade, Paulinho Tudo a Ver (Nova Iguaçu, 02.09.1964–)          | Partido Republicano da Ordem Social (PROS)         | 1.323 | 1,58 | 1º mandato  |
| 13 | Antonio Almeida Silva (Cariacica, 06.03.1963–)                                        | Partido da Social Democracia Brasileira (PSDB)     | 1.197 | 1,43 | 1º mandato  |
| 14 | Jackson Pinto da Silva (Rio de Janeiro, 25.07.1979–)                                  | Partido Democrático Trabalhista (PDT)              | 1.027 | 1,23 | 1º mandato  |
| 15 | Rogério de Lima Monteiro, Rogerinho Primo (Nova Iguaçu, 09.08.1971–)                  | Partido Humanista da Solidariedade (PHS)           | 967   | 1,15 | 1º mandato  |
| 16 | Júlio Cesar Rezende de Almeida, do Inconfidência (Nilópolis, 08.10.1977–)             | Partido da Social Democracia Brasileira (PSDB)     | 938   | 1,12 | 1º mandato  |
| 17 | Alcinei Duarte de Oliveira, Cinei (Rio de Janeiro, 04.09.1956–)                       | Partido Trabalhista Brasileiro (PTB)               | 892   | 1,07 | 1º mandato  |

## Legenda
| Cor  | Significado          |
| Bege | Presidente da Câmara |
| Azul | Suplente             |